# Протопоповский сельский совет (Дергачёвский район)
Протопо́повский се́льский сове́т — входит в состав Дергачёвского района Харьковской области Украины.
Административный центр сельского совета находится в селе Протопоповка.

## История
- 1952 — дата образования сельского Совета депутатов трудящихся в составе Дергачвского района Харьковской области Украинской Советской Социалистической Республики.
- После 17 июля 2020 года в рамках административно-территориальной реформы по новому делению Харьковской области[2][3] данный сельсовет и весь Дергачёвский район Харьковской области был ликвидирован; входящие в него населённые пункты и его территории были присоединены к Харьковскому району области.
- Сельсовет просуществовал 68 лет.

## Населённые пункты совета
- село Протопо́повка
- село Безруков
- село Вязово́е
- село Гуковка
- село Тернова́я
- село Ярошо́вка